# Paříž–Roubaix 2018
116. ročník jednodenního cyklistického závodu Paříž–Roubaix se konal 8. dubna 2018 ve Francii. Závod dlouhý 257 km vyhrál Slovák Peter Sagan z týmu Bora–Hansgrohe, jenž se stal prvním úřadujícím mistrem světa, jenž vyhrál Paříž–Roubaix, od roku 1981, kdy vyhrál Bernard Hinault. Na druhém a třetím místě se umístili Švýcar Silvan Dillier (AG2R La Mondiale) a Nizozemec Niki Terpstra. (Quick-Step Floors). Nejlepším českým účastníkem byl Zdeněk Štybar na 9. místě, 2 minuty a 31 sekund za vítězem Petrem Saganem.
Závod byl poznamenán smrtí belgického závodníka Michaela Goolaertse (Vérandas Willems–Crelan), jenž během závodu prodělal srdeční zástavu po pádu na 109. kilometru a později zemřel v nemocnici v Lille.

## Týmy
Závodu se zúčastnilo celkem 25 týmů. Všech 18 UCI WorldTeamů bylo pozváno automaticky a muselo se zúčastnit závodu. Společně se sedmi UCI ProTeamy tak utvořili startovní peloton složený z 25 týmů. Každý tým přijel se sedmi jezdci. Celkem se na start postavilo 175 jezdců.

### UCI WorldTeamy
- AG2R La Mondiale
- Astana
- Bahrain–Merida
- BMC Racing Team
- Bora–Hansgrohe
- EF Education First–Drapac p/b Cannondale
- Groupama–FDJ
- LottoNL–Jumbo
- Lotto–Soudal
- Mitchelton–Scott
- Movistar Team
- Quick-Step Floors
- Team Dimension Data
- Team Katusha–Alpecin
- Team Sky
- Team Sunweb
- Trek–Segafredo
- UAE Team Emirates

### UCI ProTeamy
- Cofidis
- Delko–Marseille Provence KTM
- Direct Énergie
- Fortuneo–Samsic
- Vérandas Willems–Crelan
- Vital Concept
- WB Aqua Protect Veranclassic

## Výsledky

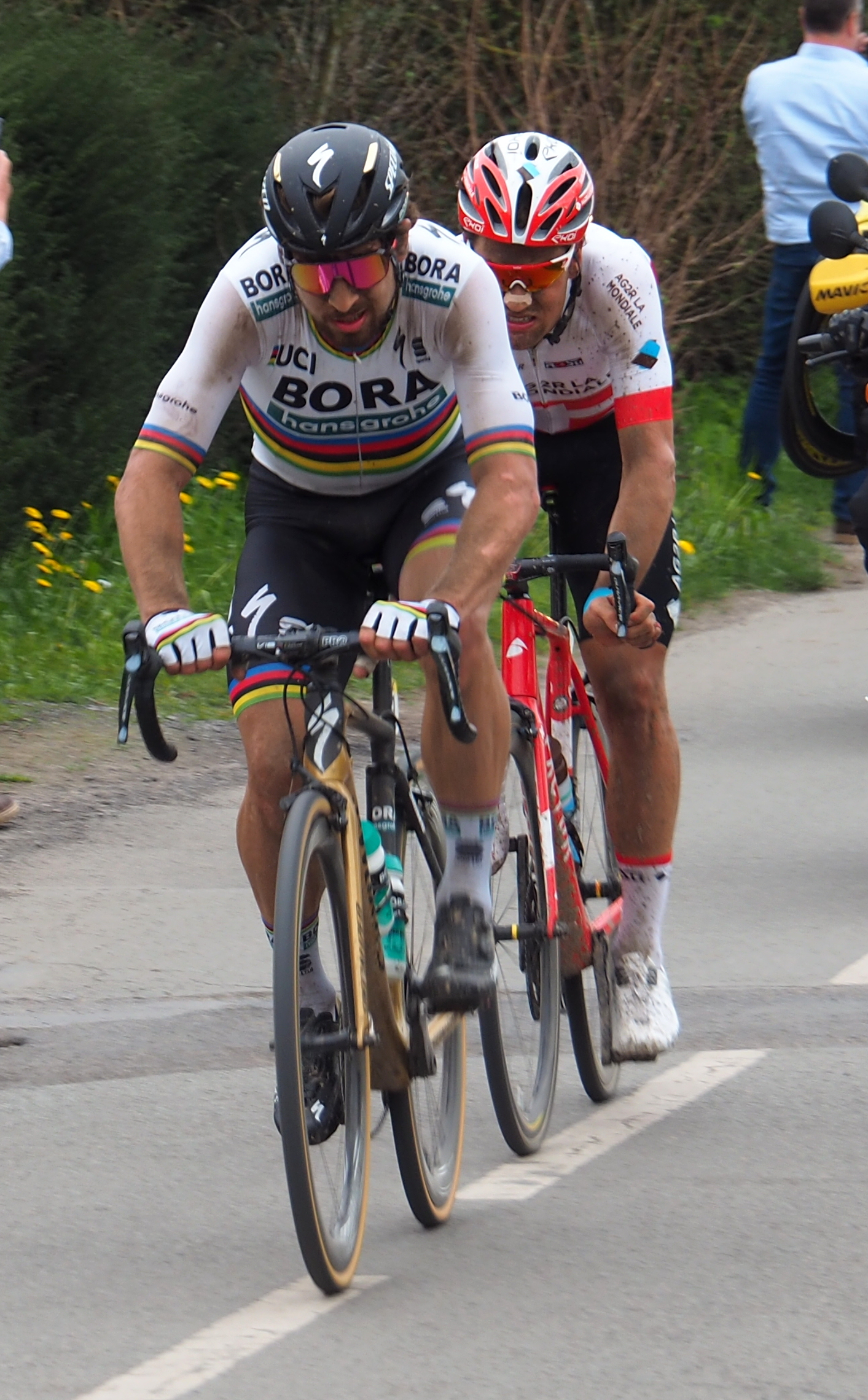
Peter Sagan vede Silvana Dilliera ve městě Willems, 8 kilometrů od cíle závodu.

| Pořadí | Jezdec                  | Tým                                      | Čas        |
| ------ | ----------------------- | ---------------------------------------- | ---------- |
| 1      | Peter Sagan (SVK)       | Bora–Hansgrohe                           | 5h 54’ 06” |
| 2      | Silvan Dillier (SUI)    | AG2R La Mondiale                         | + 0”       |
| 3      | Niki Terpstra (NED)     | Quick-Step Floors                        | + 57”      |
| 4      | Greg Van Avermaet (BEL) | BMC Racing Team                          | + 1’ 34”   |
| 5      | Jasper Stuyven (BEL)    | Trek–Segafredo                           | + 1’ 34”   |
| 6      | Sep Vanmarcke (BEL)     | EF Education First–Drapac p/b Cannondale | + 1’ 34”   |
| 7      | Nils Politt (GER)       | Team Katusha–Alpecin                     | + 2’ 31”   |
| 8      | Taylor Phinney (USA)    | EF Education First–Drapac p/b Cannondale | + 2’ 31”   |
| 9      | Zdeněk Štybar (CZE)     | Quick-Step Floors                        | + 2’ 31”   |
| 10     | Jens Debusschere (BEL)  | Lotto–Soudal                             | + 2’ 31”   |